# Марі П'єрс
Марі́ П'єрс (фр. Mary Pierce; *15 січня 1975, Монреаль) — французька тенісистка канадського походження. На професійному рівні почала виступати у віці 14 років, будучи однією з наймолодших гравчинь в історії.
Мері Пірс або Марі П'єрс, залежно від того, якою мовою прочитати ім'я і прізвище, народилася в Канаді в родині француженки й американця, тому мала право представляти всі три країни. Вибрала Францію. Вона вільно володіє й англійською, і французькою мовами.
1994 року вона досягла фіналу Відкритого чемпіонату Франції, але поступилася у фіналі іспанці Аранчі Санчес-Вікаріо. Наступного року їй удалося реваншуватися на Відкритому чемпіонаті Австралії, ця перемога стала першою на турнірах Великого шолома.
1997 року Мари П'єрс знову дійшла до фіналу Відкритого чемпіонату Австралії. Того ж року вона виграла у складі французької жіночої команди Кубка Федерації, така ж ситуація повторилася 2003 року.
Другу перемогу на турнірі Великого шолома Марі П'єрс зуміла здобути на Відкритому чемпіонаті Франції 2000 року, вигравши фінал в іспанки Кончіти Мартінес.  
2005 року Марі П'єрс знов досягла фіналу Відкритого чемпіонату Франції, але програла бельгійці Жустін Енен-Арденн. У фіналі Відкритого чемпіонату США того ж року програла бельгійці Кім Клейстерс.
Марі П'єрс виграла 18 професійних турнірів в одиночному розряді.

### Фінали турнірів Великого шолома

#### Одиночний розряд: 6 (2 - 4 )
| Результат | Рік  | Турнір          | Поверхня | Супротивниця          | Рахунок  |
| --------- | ---- | --------------- | -------- | --------------------- | -------- |
| Поразка   | 1994 | French Open     | Ґрунт    | Аранча Санчес Вікаріо | 4–6, 4–6 |
| Перемога  | 1995 | Australian Open | Хард     | Аранча Санчес Вікаріо | 6–3, 6–2 |
| Поразка   | 1997 | Australian Open | Хард     | Мартіна Хінгіс        | 2–6, 2–6 |
| Перемога  | 2000 | French Open     | Ґрунт    | Кончіта Мартінес      | 6–2, 7–5 |
| Поразка   | 2005 | French Open     | Ґрунт    | Жустін Енен-Арденн    | 1–6, 1–6 |
| Поразка   | 2005 | US Open         | Хард     | Кім Клейстерс         | 3–6, 1–6 |

#### Парний розряд: 2 (1 - 1 )
| Результат | Рік  | Турнір          | Поверхня | Партнерка      | Супротивниці                         | Рахунок       |
| --------- | ---- | --------------- | -------- | -------------- | ------------------------------------ | ------------- |
| Поразка   | 2000 | Australian Open | Хард     | Мартіна Хінгіс | Ліза Реймонд Ренне Стаббс            | 4–6, 7–5, 4–6 |
| Перемога  | 2000 | French Open     | Ґрунт    | Мартіна Хінгіс | Вірхінія Руано Паскуаль Паола Суарес | 6–2, 6–4      |

#### Мікст: 1 (1 - 0 )
| Результат | Рік  | Турнір    | Поверхня | Партнер       | Супротивники                | Рахунок  |
| --------- | ---- | --------- | -------- | ------------- | --------------------------- | -------- |
| Перемога  | 2005 | Wimbledon | Трава    | Магеш Бгупаті | Тетяна Перебийніс Пол Генрі | 6–4, 6–2 |

## Фінали турнірів WTA

### Одиночний розряд: 41 (18 титулів, 23 поразки)
| Легенда                                                                           |
| --------------------------------------------------------------------------------- |
| Турніри Великого шолома (2–4)                                                     |
| Фінал WTA (0–2)                                                                   |
| Турніри WTA 1000 (Турніри WTA Tier I) (5–4)                                       |
| Турніри WTA 500 (Турніри WTA Tier II) (5–11)                                      |
| Турніри WTA 250 (Турніри WTA Tier III / Турніри 4-ї категорії WTA / Tier V) (6–2) |

| Фінали за покриттям |
| ------------------- |
| Тверде (5–7)        |
| Трава (1–0)         |
| Ґрунт (6–9)         |
| Килим (6–7)         |

| Результат | В-П   | Дата     | Турнір                                                | Категорія  | Покриття   | Опонент               | Рахунок             |
| --------- | ----- | -------- | ----------------------------------------------------- | ---------- | ---------- | --------------------- | ------------------- |
| Перемога  | 1–0   | Лип 1991 | Internazionali Femminili di Tennis di Palermo, Італія | Tier V     | Ґрунт      | Сандра Чеккіні        | 6–0, 6–3            |
| Перемога  | 2–0   | Лют 1992 | Cesena Championships, Італія                          | Tier V     | Килим (i)  | Катрін Танв'є         | 6–1, 6–1            |
| Перемога  | 3–0   | Лип 1992 | Palermo International, Італія                         | Tier V     | Ґрунт      | Бренда Шульц-Маккарті | 6–1, 6–7(3–7), 6–1  |
| Перемога  | 4–0   | Жов 1992 | Puerto Rico Open, Пуерто-Рико                         | Tier IV    | Тверде     | Джиджі Фернандес      | 6–1, 7–5            |
| Поразка   | 4–1   | Лип 1993 | Palermo International, Італія                         | Tier IV    | Ґрунт      | Радка Бобкова         | 3–6, 2–6            |
| Перемога  | 5–1   | Жов 1993 | Porsche Tennis Grand Prix, Німеччина                  | Tier II    | Тверде (i) | Наташа Звєрєва        | 6–3, 6–3            |
| Поразка   | 5–2   | Бер 1994 | Virginia Slims of Houston, США                        | Tier II    | Ґрунт      | Забіне Гак            | 5–7, 4–6            |
| Поразка   | 5–3   | Тра 1994 | Відкритий чемпіонат Франції з тенісу, Франція         | Grand Slam | Ґрунт      | Аранча Санчес Вікаріо | 4–6, 4–6            |
| Поразка   | 5–4   | Вер 1994 | Sparkassen Cup, Німеччина                             | Tier II    | Килим (i)  | Яна Новотна           | 5–7, 1–6            |
| Поразка   | 5–5   | Жов 1994 | Stuttgart Open, Німеччина                             | Tier II    | Тверде (i) | Анке Губер            | 4–6, 2–6            |
| Поразка   | 5–6   | Лис 1994 | Philadelphia Championships, США                       | Tier I     | Килим (i)  | Анке Губер            | 0–6, 7–6(7–4), 5–7  |
| Перемога  | 6–6   | Січ 1995 | Відкритий чемпіонат Австралії з тенісу, Австралія     | Grand Slam | Тверде     | Аранча Санчес Вікаріо | 6–3, 6–2            |
| Поразка   | 6–7   | Лют 1995 | Open GDF Suez, Франція                                | Tier II    | Килим (i)  | Штеффі Граф           | 2–6, 2–6            |
| Перемога  | 7–7   | Вер 1995 | Nichirei International Championships, Японія          | Tier II    | Тверде     | Аранча Санчес Вікаріо | 6–3, 6–3            |
| Поразка   | 7–8   | Жов 1995 | Zurich Open, Швейцарія                                | Tier I     | Килим (i)  | Іва Майолі            | 4–6, 4–6            |
| Поразка   | 7–9   | Кві 1996 | Amelia Island Championships, США                      | Tier II    | Ґрунт      | Іріна Спирля          | 7–6(9–7), 4–6, 3–6  |
| Поразка   | 7–10  | Січ 1997 | Australian Open, Австралія                            | Grand Slam | Тверде     | Мартіна Хінгіс        | 2–6, 2–6            |
| Поразка   | 7–11  | Кві 1997 | Amelia Island Championships, США                      | Tier II    | Ґрунт      | Ліндсі Девенпорт      | 2–6, 3–6            |
| Перемога  | 8–11  | Тра 1997 | Мастерс Рим, Італія                                   | Tier I     | Ґрунт      | Кончита Мартінес      | 6–4, 6–0            |
| Поразка   | 8–12  | Тра 1997 | German Open, Німеччина                                | Tier I     | Ґрунт      | Мері Джо Фернандес    | 4–6, 2–6            |
| Поразка   | 8–13  | Лис 1997 | WTA Фінали, New York                                  | Фінали     | Килим (i)  | Яна Новотна           | 6–7(4–7), 2–6, 3–6  |
| Перемога  | 9–13  | Лют 1998 | Open GDF Suez, Франція                                | Tier II    | Килим (i)  | Домінік Монамі        | 6–3, 7–5            |
| Перемога  | 10–13 | Кві 1998 | Amelia Island Championships, США                      | Tier II    | Ґрунт      | Кончіта Мартінес      | 6–7(8–10), 6–0, 6–2 |
| Поразка   | 10–14 | Сер 1998 | San Diego Open, США                                   | Tier II    | Тверде     | Ліндсі Девенпорт      | 3–6, 1–6            |
| Перемога  | 11–14 | Жов 1998 | Кубок Кремля, Росія                                   | Tier I     | Килим (i)  | Моніка Селеш          | 7–6(7–2), 6–3       |
| Перемога  | 12–14 | Жов 1998 | BGL Luxembourg Open, Люксембург                       | Tier III   | Килим (i)  | Сільвія Фаріна-Елія   | 6–0, 2–0 ret.       |
| Поразка   | 12–15 | Січ 1999 | Brisbane International, Австралія                     | Tier III   | Тверде     | Патті Шнідер          | 6–4, 6–7(5–7), 2–6  |
| Поразка   | 12–16 | Кві 1999 | Hamburg European Open, Німеччина                      | Tier II    | Ґрунт      | Вінус Вільямс         | 0–6, 3–6            |
| Поразка   | 12–17 | Тра 1999 | Italian Open, Італія                                  | Tier I     | Ґрунт      | Вінус Вільямс         | 4–6, 2–6            |
| Поразка   | 12–18 | Жов 1999 | Stuttgart Open, Німеччина                             | Tier II    | Тверде (i) | Мартіна Хінгіс        | 4–6, 1–6            |
| Перемога  | 13–18 | Жов 1999 | Linz Open, Австрія                                    | Tier II    | Килим (i)  | Сандрін Тестю         | 7–6(7–2), 6–1       |
| Перемога  | 14–18 | Кві 2000 | Charleston Open, США                                  | Tier I     | Ґрунт      | Аранча Санчес Вікаріо | 6–1, 6–0            |
| Перемога  | 15–18 | Тра 2000 | French Open, Франція                                  | Grand Slam | Ґрунт      | Кончіта Мартінес      | 6–2, 7–5            |
| Поразка   | 15–19 | Лют 2004 | Open GDF Suez, Франція                                | Tier II    | Килим (i)  | Кім Клейстерс         | 2–6, 1–6            |
| Перемога  | 16–19 | Чер 2004 | Rosmalen Grass Court Championships, Нідерланди        | Tier III   | Трава      | Клара Коукалова       | 7–6(8–6), 6–2       |
| Поразка   | 16–20 | Тра 2005 | French Open, Франція                                  | Grand Slam | Ґрунт      | Жустін Енен           | 1–6, 1–6            |
| Перемога  | 17–20 | Сер 2005 | Southern California Open, США                         | Tier I     | Тверде     | Суґіяма Ай            | 6–0, 6–3            |
| Поразка   | 17–21 | Сер 2005 | Відкритий чемпіонат США з тенісу, США                 | Grand Slam | Тверде     | Кім Клейстерс         | 3–6, 1–6            |
| Перемога  | 18–21 | Жов 2005 | Kremlin Cup, Росія                                    | Tier I     | Килим (i)  | Франческа Ск'явоне    | 6–4, 6–3            |
| Поразка   | 18–22 | Лис 2005 | WTA Фінали, Los Angeles                               | Фінали     | Тверде (i) | Амелі Моресмо         | 7–5, 6–7(3–7), 4–6  |
| Поразка   | 18–23 | Лют 2006 | Open GDF Suez, Франція                                | Tier II    | Килим (i)  | Амелі Моресмо         | 1–6, 6–7(2–7)       |

### Парний розряд: 16 (10 титулів, 6 поразок)
| Легенда                                     |
| ------------------------------------------- |
| Турніри Великого шолома (1–1)               |
| WTA 1000 (Tier I) (3–0)                     |
| WTA 500 (Tier II) (5–3)                     |
| WTA 250 (Tier III / Tier IV / Tier V) (1–2) |

| Фінали за покриттям |
| ------------------- |
| Тверде (3–2)        |
| Трава (0–1)         |
| Ґрунт (4–1)         |
| Килим (3–2)         |

| Результат | В-П  | Дата     | Турнір                                                | Категорія  | Покриття  | Партнер                 | Опоненти                                          | Рахунок                 |
| --------- | ---- | -------- | ----------------------------------------------------- | ---------- | --------- | ----------------------- | ------------------------------------------------- | ----------------------- |
| Поразка   | 0–1  | Лис 1990 | Brasil Open, Бразилія                                 | Tier V     | Ґрунт     | Луанн Спейдя            | - Беттіна Фулько - Ева Швіглерова                 | 5–7, 4–6                |
| Перемога  | 1–1  | Лип 1991 | Internazionali Femminili di Tennis di Palermo, Італія | Tier V     | Ґрунт     | Петра Лангрова          | - Лаура Гарроне - Мерседес Пас                    | 6–3, 6–7(5–7), 6–3      |
| Поразка   | 1–2  | Лис 1992 | Philadelphia Championships, США                       | Tier II    | Килим (i) | Кончита Мартінес        | - Джиджі Фернандес - Наташа Звєрєва               | 1–6, 3–6                |
| Поразка   | 1–3  | Лют 1994 | Open GDF Suez, Франція                                | Tier II    | Килим (i) | Андреа Темешварі        | - Сабін Аппельманс - Лоранс Куртуа                | 4–6, 4–6                |
| Перемога  | 2–3  | Вер 1996 | Nichirei International Championships, Японія          | Tier II    | Тверде    | Аманда Кетцер           | - Пак Сон Хі - Ван Си-тін                         | 6–1, 7–6(7–5)           |
| Перемога  | 3–3  | Кві 1997 | Hamburg European Open, Німеччина                      | Tier II    | Ґрунт     | Анке Губер              | - Руксандра Драгомір - Іва Майолі                 | 2–6, 7–6(7–1), 6–2      |
| Перемога  | 4–3  | Кві 1998 | Amelia Island Championships, США                      | Tier II    | Ґрунт     | Сандра Качіч            | - Барбара Шетт - Патті Шнідер                     | 7–6(7–5), 4–6, 7–6(7–5) |
| Перемога  | 5–3  | Жов 1998 | Кубок Кремля, Росія                                   | Tier I     | Килим (i) | Наташа Звєрєва          | - Ліза Реймонд - Ренне Стаббс                     | 6–3, 6–4                |
| Перемога  | 6–3  | Сер 1999 | Мастерс Канада, Канада                                | Tier I     | Тверде    | Яна Новотна             | - Лариса Савченко-Нейланд - Аранча Санчес Вікаріо | 6–3, 2–6, 6–3           |
| Перемога  | 7–3  | Лис 1999 | Sparkassen Cup, Німеччина                             | Tier II    | Килим (i) | Лариса Савченко-Нейланд | - Олена Лиховцева - Суґіяма Ай                    | 6–4, 6–3                |
| Поразка   | 7–4  | Січ 2000 | Sydney International, Австралія                       | Tier II    | Тверде    | Мартіна Хінгіс          | Жулі Алар-Декюжі Суґіяма Ай                       | 0–6, 3–6                |
| Поразка   | 7–5  | Січ 2000 | Відкритий чемпіонат Австралії з тенісу, Австралія     | Grand Slam | Тверде    | Мартіна Хінгіс          | Ліза Реймонд Ренне Стаббс                         | 4–6, 7–5, 4–6           |
| Перемога  | 8–5  | Січ 2000 | Toray Pan Pacific Open, Японія                        | Tier I     | Килим (i) | Мартіна Хінгіс          | - Александра Фусаї - Наталі Тозья                 | 6–4, 6–1                |
| Перемога  | 9–5  | Тра 2000 | Відкритий чемпіонат Франції з тенісу, Франція         | Grand Slam | Ґрунт     | Мартіна Хінгіс          | - Вірхінія Руано Паскуаль - Паола Суарес          | 6–2, 6–4                |
| Поразка   | 9–6  | Чер 2003 | Rosmalen Grass Court Championships, Нідерланди        | Tier III   | Трава     | Надія Петрова           | - Олена Дементьєва - Ліна Красноруцька            | 6–2, 3–6, 4–6           |
| Перемога  | 10–6 | Сер 2003 | LA Women's Tennis Championships, США                  | Tier II    | Тверде    | Ренне Стаббс            | - Олена Бовіна - Ельс Калленс                     | 6–3, 6–3                |